# Cophyla
Cophyla és un gènere de granotes de la família Microhylidae que es troba a Madagascar.

## Taxonomia
- Cophyla berara (Vences, Andreone & Glaw, 2005).
- Cophyla phyllodactyla (Boettger, 1880).